# (376) Geometria
(376) Geometria és l'asteroide número 376, situat al cinturó d'asteroides. Fou descobert per l'astrònom Auguste Charlois des de l'observatori de Niça (França), el 18 de setembre del 1893.